# Xetra

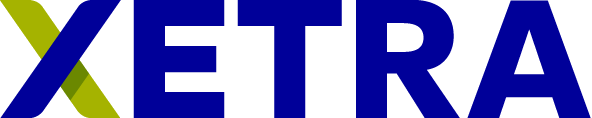
Xetra Logo.

XETRA (del inglés Exchange Electronic Trading) es la plataforma electrónica de negociación de la Bolsa Alemana (Deutsche Börse), con base en Fráncfort (Alemania). Fue creada por la Bolsa de Fráncfort (Frankfurt Stock Exchange) en noviembre de 1997. Es un sistema caracterizado por su elevada transparencia, flexibilidad y liquidez.
A través del sistema XETRA se negocia más del 90% del volumen de los valores del DAX y más de 16.000 valores, tanto acciones como warrants.
- Datos: Q819468